# Селін Коен
Селін Коен (нар. 5 березня 1967) — колишня швейцарська тенісистка.
Найвищу одиночну позицію світового рейтингу — 114 місце досягла 7 листопада 1988, парну — 104 місце — 17 липня 1989 року.
Найвищим досягненням на турнірах Великого шолома було 4 коло в одиночному розряді.

## Фінали ITF

### Парний розряд (0–2)
| Легенда                   |
| ------------------------- |
| турніри $25,000           |
| турніри $10,000 / $15,000 |

| Результат | Ранг | Дата            | Турнір                        | Покриття | Партнерка               | Суперниці                          | Рахунок  |
| --------- | ---- | --------------- | ----------------------------- | -------- | ----------------------- | ---------------------------------- | -------- |
| Поразка   | 1.   | 28 липня 1986   | Ноймюнстер, Західна Німеччина | Ґрунт    | Сусана Марія Вільяверде | Дениса Крайчовичова Алісе Ногачова | 6–7, 3–6 |
| Поразка   | 2.   | 30 березня 1987 | Лімож, Франція                | Ґрунт    | Ева Крапль              | Ізабель Демонжо Наталі Тозья       | 5–7, 2–6 |